# Acraea niobe
Acraea niobe är en fjärilsart som beskrevs av Sharpe 1893. Acraea niobe ingår i släktet Acraea och familjen praktfjärilar. Inga underarter finns listade i Catalogue of Life.